# بازارچه‌های مرزی استان کردستان
بازارچه‌های مرزی استان کردستان، از استان‌های مرزی کشور ایران با ۲۲۷ کیلومتر مرز با شمال عراق، سه بازارچه و یک مرز رسمی دارد و پیشتر پنج معبر کولبری با مجوز ورود ۷۵ قلم کالا نیز در امتداد این مرز فعال بوده‌است.
در استان کردستان چهار شهرستان مریوان، بانه، سروآباد و سقز با کشور عراق (منطقه اقلیم کردستان عراق) مرز دارند.
دولت برای کمک به اشتغالزایی و کسب درآمد مرز نشینان معابری را برای ورود و خروج آن‌ها باز گذاشته و ساکنان این مناطق می‌توانند با حضور در این بازارچه‌ها و داد و ستد، کالاها زندگی و خانواده‌های خود را تأمین کنند.
وجود عواملی چون پیشینه مبادلات مرزی و حجم کالاهای مبادله شده در محدوده مرزی مریوان سبب گشت که از سال ۱۳۶۹ عملاً فعالیت اقتصادی از طریق مرز باشماق با کردستان عراق شروع شده و اولین بازارچه مرزی استان کردستان به فاصله تقریبی ۱۷ کیلومتر از شهر مریوان و در جوار روستای مرزی باشماق احداث شود. بازارچه مذکور تا اولین شهر مرزی استان سلیمانیه (شهر پینجوین) حدود ۶ کیلومتر و تا مرکز استان سلیمانیه (شهر سلیمانیه) حدود ۱۳۰ کیلومتر فاصله دارد. شروع کار بازارچه با مدیریت فرمانداری از سال ۱۳۷۰ تا ۱۳۷۸ بود و از سال ۱۳۷۸ تا ۱۳۸۳ مرز به صورت پیله وری اداره می‌شد و نماینده بازرگانی در بازارچه حضور داشت و در سال ۱۳۸۳ مرز باشماق به صورت رسمی آغاز به کار کرد.
در مجموع تحلیلی که از فعالیت بازارچه‌های مرزی استان کردستان می‌توان داشت، این است که این نقاط غیر از نقش بازرگانی خارجی که با شمال عراق داشته‌اند، همواره در ایجاد درآمد و اشتغال برای منطقه در بخش‌های مختلفی چون حمل و نقل و خدمات خصوصی و دولتی مؤثر بوده‌اند، به نحوی که گفته می‌شود نه تنها در سطوح داخلی بلکه برای کل کشور ایران نقش مثبت داشته‌اند و اثر مالی این بازارچه‌ها در حدی بوده که هر ساله درآمدهای قابل توجهی از طریق گمرکات و فرمانداری‌های مرزی وصول، به خزانه دولت واریز شده‌است.

## محدودیت پیله وران برای ورود برخی از کالاها
تا پایان سال ۱۳۷۹ استان‌های ایلام، کرمانشاه و کردستان در یک گروه مشترک مرزی تقسیم‌بندی شده بودند که به موجب آن پیله وران این سه استان مجاز به مبادله ۵۶ قلم کالای معین بودند. بر همین اساس به‌عنوان مثال بازارچه سیران بند بانه عمده اقلام وارداتی اش تا پایان سال مذکور دو محصول چای و برنج و دیگر اقلام مجاز از جمله وسایل الکترونیکی بود.
در گزارشی در آبان ۱۳۹۵ معاون سیاسی، امنیتی و اجتماعی استاندار کردستان گفت: از این معابر کالاهای ممنوعه و ضدفرهنگی وارد نمی‌شود و واردات با نظارت مسئولان بوده و تنها کالاهای مورد استفاده مردم مجوز ورود پیدا می‌کنند.
در مصوبه ای پیله وران نسبت به واردات پوشاک و کالاهایی که نمایندگی مجاز در کشور دارند، منع شده‌اند.

## درآمد حاصل از بازارچه‌ها
اثر مالی این بازارچه‌ها در حدی بوده که هر ساله درآمدهای قابل توجهی از طریق گمرکات و فرمانداری‌های مرزی وصول به خزانه دولت واریز شده‌است. مدیر بازارچه مرزی خانم شیخان در شهرستان مریوان در گزارشی در مردادماه سال ۱۳۹۷ گفت: مرزنشینان دارای کارت پیله وری طی ۳۱ روز کاری (از اواخر خرداد امسال تاکنون) ۵۶ میلیارد و ۱۴۸ میلیون ریال درآمد، از محل ترخیص کالاهای وارداتی داشته‌اند. وی افزود: در ازای ترخیص این کالاها، ۵۴ میلیارد و ۲۱۸ میلیون و ۴۴۲ هزار ریال نیز به حساب دولت واریز شده‌است.
تقریباً تمامی این مراکزِکسب عرضه‌کنندهٔ انواع کالاها و تأمین‌کننده کالا برای تجار شهرهای دور و نزدیک کشور هستند و مشتریانی، در بازارهای شهرهای مختلف دارند. به نظر می‌رسد نیروهای عهده‌دار امنیت مرز و کنترل ترددهای مرزی به حدکافی توانمند و مقتدر بوده و بنابراین عدم سختگیری در برخورد با ترددهای مرتبط با قاچاق کالا موقتی و در راستای تأمین رضایت مرزنشینان باشد.

## برخی تقلبات در بازارچه‌های مرزی
برخی صاحبان کالا در این مناطق بدون طی مراحل قانونی و بدون رعایت ضوابط استاندارد کالاهای خود را در این منطقه به فروش می‌رسانند و حاصل فروش این کالاها، سودِ سرشاری را نصیب آن‌ها می‌کند. از جمله تقلبات جعل برندهای معتبر روی کالاهای بنجل و دست چندم و فروختن آن در بانه و… است، بسیاری از محصولات خانگی عرضه شده در شهر بانه ساخت چین هستند و تنها با نام برندهای مشهور عرضه می‌شوند.
بنا به گزارش‌هایی سودجویان، با تولید یک محصول جدید توسط کمپانی‌های مشهور، به سراغ کپی‌کاران چینی می‌روند و سفارش ساخت نمونه‌های مشابه آن را به شرکت‌های چینی می‌دهند. پس از آماده شدن این محصولات به مقصد بنادر بارگیری می‌شوند و ترخیص‌کاران این محصولات را مربوط به اقلیم کردستان عراق معرفی می‌کنند و این کانتینرها به کردستان عراق ارسال می‌شوند. در کردستان عراق نیز پس از بازشدن کانتینرها، محصولات از راه کوه به بانه فرستاده می‌شود.
همچنین گزارش شده سودجویان کالاهای درجه چندمی که در زیرپله‌های تهران تولید می‌شود را راهی بازارهای مرزی می‌کنند و به اسم اجناس خارجی به مردم می‌فروشند، لوازم خانگی با کیفیت پایین و بسته‌بندی‌های شیک در حاشیه‌های تهران و ساوه ساخته‌شده و اجناس با مارک و لوگوی خارجی روانه بازارهای مرزی می‌شود و با ضمانت‌نامه‌های نامعتبر به مشتریان فروخته می‌شود. ازجمله برخی کالاها مانند یخچال و یخچال سایدبای‌ساید را در تهران تولید می‌شود و در بانه به فروش می‌رسد. این کالاها را در شهرک‌های اطراف مشهد، تهران و ساوه تولید می‌شوند. این کارگاه‌ها اجناس را بسیار شیک و عیناً مانند کالاهای خارجی تولید می‌کنند، موتور و پوسته لوازم خانگی ارزان‌قیمت چینی به ایران آورده می‌شود و در کارگاه‌های غیرمجاز تهران سر هم شده و با شابلون، نشان برندهای معروف به روی آن کالاهای تقلبی حک می‌شود و به بانه برده‌شده و به نام جنس خارجی و به اصطلاح اورجینال کالا در جعبه‌هایی شبیه به کالاهای اصلی گذاشته‌شده و به فروش می‌رسند؛ ماشین لباس‌شویی و حتی جاروبرقی نیز به این صورت به فروش می‌رسند و بعضاً شماره تلفن‌هایی در کرمانشاه؛ بانه و جوانرود را هم منتشر می‌شود که افراد با آن‌ها ارتباط بگیرند، اما دفاتر این افراد همگی در تهران‌اند و حقیقت آن است که این کالاها اصلاً از بانه نمی‌آیند و به‌طور معمول در تهران بسته‌بندی می‌شوند و با شابلون، نشان برندهای مختلف روی محصول حک و به مردم فروخته می‌شود.
برخی فروشنده‌ها برای اثبات اصل بودن این محصولات به کارهایی همچون اشاره به حک شدن جمله MADE IN در داخل محصولات استفاده می‌کنند. کالاهایی که نام آلمان یا ایتالیا روی بسته آن‌ها درج شده‌است، ولی همگی ساخت کشور چین می‌باشند.
فروشنده‌های منصف‌تر اعتراف دارند که اکثر اجناس عرضه شده در بانه چینی هستند «اما کیفیت آن نسبت به سایر اجناس چینی» بالاتر است.
بنا به گفتهٔ برخی از مغازه‌داران شهر بانه در تأیید اصلی نبودن محصولات عرضه شده در این بازار، مردم برای خرید محصولات ارزان به این بازارچه‌ها می‌آیند و برایشان مهم نیست که این اجناس اصل است یا خیر و مسلماً اگر محصولات اصلی در این بازارچه‌ها عرضه شود قیمتش چندان تفاوتی با دیگر شهرها نخواهد داشت و خریداران به این بازارچه‌ها مراجعه نخواهند کرد.

## اشتغال‌زایی
آمارهای غیررسمی، تعداد ۸۰۰۰ دستگاه خودرو بیابانی و بیش از ۲۰۰۰ اسب را در شهرستان‌های بانه و سردشت، فعال اعلام می‌کنند.

## مریوان بازارچه مرزی باشماق
این بازارچه در ۱۵ کیلومتری شهر مریوان و در جوار روستای مرزی باشماق قرار دارد و کالاها به صورت ترانزیت از کردستان عراق رد و بدل می‌شود. در این بازارچه از وسایل خانگی و الکترونیکی گرفته تا پوشاک و… به عموم عرضه می‌گردد. صنایع دستی مانند کفش محلی، لباس مردانه پشمی و زیورآلات سنتی زنانه نیز در این بازارچه‌ها موجود است. این مرز مشترک موجب رونق اقتصادی، تجاری و صنعت گردشگری این شهرستان شده‌است. از سال ۱۳۶۹ عملاً فعالیت اقتصادی از طریق مرز باشماق با کردستان عراق انجام شد و شروع کار بازارچه با مدیریت فرمانداری از سال ۱۳۷۰ تا ۱۳۷۸ بود و از سال ۱۳۷۸ تا ۱۳۸۳ مرز به صورت پیله وری اداره می‌شد و نماینده بازرگانی در بازارچه حضور داشت و «در سال۱۳۸۳ مرز باشماق به صورت رسمی آغاز به کار کرد». دو بانده کردن جاده مریوان به بازارچه را در دست اجرا است و با تکمیل آن‌ها مرز باشماق، نقش تعیین‌کننده در دسترسی به بازار کشور عراق (و حتی کشورهای همسایه عراق مانند سوریه) ایفاد خواهد کرد.
عمده کالاهایی که از طریق این بازارچه به شمال عراق صادر شده‌اند، در گروه کشاورزی عبارتند از سیب زمینی، گوجه فرنگی، برگ زردآلو، انواع میوه، جوجه یک روزه و انواع محصولات جالیزی؛ و در گروه صنعتی و پتروشیمی، مصنوعات فلزی، ظروف پلاستیکی، رنگ روغن، دارو، فرش‌های ماشینی . . . در گروه معدنی، کاشی، سیمان، گچ و سنگ‌های ساختمانی هستند.

## بازارچه مرزی سیران بند بانه
چند سالی است که نام شهر مرزی بانه از گمنامی خارج شده و تقریباً در تمام کشور نام این شهر را می‌شناسند، این روزها با شنیدن نام بانه، این نام یادآور لوازم خانگی ارزان برای بسیاری از ایرانیان است. مهم‌ترین بازارهای گردشگرفرست به شهر بانه، شهرهای خارج از استان در استان‌های آذربایجان شرقی و غربی، کرمانشاه، همدان، زنجان، تهران و قزوین بوده‌اند. شهر کوچک بانه با کمتر از یکصد هزار نفر جمعیت در استان کردستان و در فاصله ۲۷۰ کیلومتری از مرکز استان (سنندج) واقع است، که بیش از ۵۷ مجتمع تجاری و پاساژ در بانه وجود دارد و درمجموع بیش از شش هزار باب مغازه دراین ۵۷ مجتمع تجاری فعالیت می‌کنند.
دومین بازارچه مشترک مرزی استان کردستان بازارچه سیران بند بانه است. این بازارچه از لحاظ میزان حجم معاملات و تعداد فعالان و شاغلین در آن و همچنین زمان شروع فعالیت، رتبه دوم بازارچه‌های استان را دارد. این بازارچه از طریق راه ارتباطی آسفالته، ۱۸ کیلومتر از شهر بانه فاصله دارد و از شهر پینجوین استان سلیمانیه عراق ۳۰ کیلومتر و از خود شهر سلیمانیه حدود ۱۶۰ کیلومتر فاصله دارد.
شهر کوچکی که تا چند سال پیش جز تعداد محدودی مجتمع تجاری و مراکز کسب برای تأمین نیازهای معیشتی و روزمره مردم نداشت امروزه (در سال ۱۳۹۱) دارنده ۵۷ مجتمع تجاری با بیش از ۶ هزار واحد کسب است. این شهر مرزی از سال ۸۰ به بعد یکباره مطرح شد. به طوری که از سال ۱۳۸۲ تا ۱۳۹۱ بیش از ۵۰ مجتمع تجاری در این شهر بنا گردیده و وارد عرصهٔ توزیع کالا شده‌اند. مطالعات آماری نشان می‌دهند که در سال ۱۳۷۵ تعداد مجتمع‌های تجاری مستقر در شهر تنها یک مجتمع بوده که آن هم رونق چندانی نداشته‌است.
رشد بیشتر جمعیت در دورهٔ ۵ ساله ۱۳۸۵ تا ۱۳۹۰، بیش از ۲۰ درصد بوده‌است، ارقام رشد جمعیت بخوبی نمایان است و . . . تنها گوشه ای از آثارظاهراً مثبت، بر اقتصاد شهر مرزی بانه است. از آن جا که فعالیت اقتصادی و اشتغال غیررسمی اقتصاد مورد تأیید دولت نبوده و در آمارها به حساب نمی‌آید و بسیاری از شاغلان اشتغال در قاچاق و فعالیت‌های مربوط را کتمان می‌کنند، از این رو آمار رسمی از شاغلان آن وجود ندارد اما مشاهده آنچه در شهر بانه و منطقه مرزی مربوط به چشم می‌خورد به خوبی نشان می‌دهد که درصد بالایی از جمعیت به‌طور مستقیم و غیرمستقیم از فعالیت‌های مرتبط با ورود مسافران برای خرید کالای قاچاق بهره‌مند می‌گردند و درآمدهای حاصل، در مجموع اقتصاد شهر رقم بسیار قابل ملاحظه ای را تشکیل می‌دهد.
آمار کسبه دارای پروانه مؤید رونق اقتصاد غیررسمی در بانه است، بیش از ۲۷ هزار کسبه و بازاری (عضو اتحادیه اصناف) و مغازه دار در ۲۰ هزار مغازه این شهر مشغول فعالیت هستند.
شهرستان بانه تا حدی به بورس کالاهای قاچاق تبدیل شده‌است، حتی لوازم آرایشی و بهداشتی نیز در این شهر بازار خوبی پیدا کرد و به طوری که تمامی محصولات قاچاق بانه را در مدت زمان کوتاهی به سایر نقاط کشور ارسال شد کالاهای متفرقه و غیراستاندارد به‌وسیله قاچاق از طریق مرز بانه وارد و به تمام نقاط کشور صادر می‌شود. شهرستان‌های مرزی و از آن جمله شهرستان بانه از ظرفیت‌های بالقوه طبیعی فراوانی به ویژه در توسعه کشاورزی بهره‌مند می‌باشند. مطالعه، شناسایی، سرمایه‌گذاری برای شکوفایی و بهره‌برداری بهینه از این ظرفیت‌ها در جهت توسعه پایدار و آبادانی می‌تواند فرصت‌های اشتغال مفید و مثبت را فراهم آورد، بدون این که موجب انحطاط و واپس ماندگی رشد مناطق مرزی شود.

## بازارچه مرزی گذرگاه مرزی پرویزخان
بازارچه مرزی پرویز خان یکی از بازارچه‌های مرزی استان کردستان است که در سال ۷۶ تأسیس و راه اندازی شد و در ابتدای احداث وسعت آن سه هکتار بود که در زمان فعلی به ۳۰ هکتار افزایش یافته و با برنامه‌های در دست اقدام مسئولین استان، وسعت بازارچه مرزی پرویز خان در آینده به ۴۰۰ هکتار افزایش خواهد یافت.

## مهاباد
بازارچه‌ها و بازار بزرگ تاناکورای مهاباد تأمین‌کنندهٔ اصلی لباس دیگر بازارها و مغازه‌های تاناکورا در ایران محسوب می‌شود.

## بازارچه مرزی سیف سقز
در بخش صادرات کالاهایی چون محصولات پلاستیکی، گونی کنفی، مواد خوراکی، انواع میوه و فرش ماشینی از این بازارچه مرزی صادر می سد,که امروزه به دلایلی بسته هست و از بازارچه جز خرابه ای بیش نمانده

## انتقادات
به‌طور کلی مناطق مرزی غرب ایران که از قدیم سرزمین کشاورزی (دامپروری، زراعت و باغداری) بوده‌اند، امروزه نیز واجد قابلیت‌های نهفته زیادی در این زمینه می‌باشند. در اولین سرشماری نفوس و مسکن کشور که در سال ۱۳۳۵ به عمل آمد، بیش از ۷۵ درصد جمعیت این مناطق در بخش کشاورزی و دامپروری به کار اشتغال داشتند این در حالی است که در آخرین سرشماری صورت گرفته (۱۳۹۰) در شهرستان بانه تنها ۱۷ درصد از شاغلان در بخش کشاورزی به کار اشتغال داشته‌اند.
با افول کشاورزی و دامداری منطقه، معضل فقر و بی‌کاری در کنار رشد جمعیت و وجود جمعیت جوان آماده به کار و به لحاظ متزلزل بودن فعالیت‌ها و عزم نظام ایران در جلوگیری از پدیده قاچاق کالا، در صورت عدم جایگزینی منابع درآمد و اشتغال پیش‌بینی می‌شود که اقتصاد این شهرستان‌ها در آینده با افول مواجه گردد؛ اما به دلیل واردات میوه و حمایت کم نمی‌توان امیدی به کشاورزی داشت، به‌عنوان مثال اکنون توت‌فرنگی که زمانی محصول اصلی کردستان بود، از ترکیه وارد می‌شود و توت‌فرنگی کردستانی روی دست‌ها می‌ماند.